# Ludwig Christ (Schriftsteller)
Ludwig Christ (* 16. August 1791 in Chur; † 14. Januar 1876 ebenda) war ein Schweizer Jurist, Militär und Schriftsteller.

## Leben
Als Sohn des Churer Organisten und Ratsherren Johann Baptista Christ (1759–1829) geboren, trat Christ in piemontesischen Kriegsdienst, um nicht auf Seiten Napoleons kämpfen zu müssen. Von 1816 bis 1820 studierte er Rechtswissenschaften und Philosophie (auch bei Georg Wilhelm Friedrich Hegel) in Berlin. Während seines Studiums war er 1818 einer der Gründer der Alten Berliner Burschenschaft. 1818 nahm er als Vertreter der Berliner Burschenschaft am 2. Burschentag (10.–18. Oktober) in Jena teil. Er gehörte zusammen mit Wilhelm Adolf Lette zu einer Gruppe von Duellgegnern, die sich aber innerhalb der Burschenschaft nicht durchsetzen konnte.
1821 gründete er in Zürich das Schweizerische Volksblatt. Er wurde Anwalt in Chur. Er war Kreishauptmann der bündnerischen Miliz und wurde später Oberstleutnant im schweizerischen Generalstab. Er redigierte auch in der Bündner Zeitung. Mit seiner eigenen Zeitung Der Morgenstern scheiterte er und arbeitete in Folge von 1842 bis 1856 als Verhörrichter in Glarus. Von 1856 bis 1860 war er als Redakteur der Churer Rheinquellen beschäftigt, dann in der Glarner Zeitung. Später machte er eine Reise durch Nordamerika.

## Veröffentlichungen (Auswahl)
- Arnold von Winkelried. Ein Trauerspiel in 5 Akten. Zürich 1821.
- Gedichte. Chur 1842, 2. Auflage 1865.
- Drei neue politische Lieder im Sinn und Geiste manches Eidgenossen. Baden 1843.
- Heimathlieder aus der Schweiz und aus Amerika. Glarus 1870.